# یورک‌شر
یورکشایر (انگلیسی: Yorkshire;‎/ˈjɔːkʃə/‎) یک شهر در شمال انگلستان و بزرگ‌ترین در بریتانیا است. این شهرستان به بخش‌های یورک‌شر شمالی، یورک‌شر جنوبی، یورک‌شر غربی و ایست رادینگ آو یورک‌شر تقسیم می‌شود.